# The Big Cartoon DataBase
The Big Cartoon DataBase (forkortet BCDB) er en online database med information om animerede tegneserier, animerede spillefilm, animerede tv-shows og animerede kortfilm.
BCDB-projektet startede i 1996 som en liste over Disneys animerede spillefilm på skaberen Dave Kochs lokale computer. Som svar på den stigende interesse for materialet gik databasen online i 1998 som en søgbar ressource dedikeret til at samle information om tegneserier, herunder produktionsoplysninger såsom stemmeskuespillere, producenter og instruktører samt oversigter over plot og brugeranmeldelser af tegneserier. I 2003 blev BCDB et 501 (c) non-profit-selskab. I 2009 havde databasen over 100.000 titler.